# Vaterpolo na OI 1976.
Na OI 1976. u Montrealu u Kanadi, konačna ljestvica na vaterpolskom turniru je bila sljedeća:
| Odličje | Reprezentacija | |
| zlato   | Mađarska       | Endre Molnár, Tibor Cservenyák, István Szivós, Tamás Faragó, László Sárosi, György Horkai, Gábor Csapó, Attila Sudár, György Kenéz, György Gerendás, Ferenc Konrád                                              |
| srebro  | Italija        | Alberto Alberani, Umberto Panerai, Roldano Simeoni, Silvio Baracchini, Sante Marsili, Marcello del Duca, Gianni de Magistris, Alessandro Ghibellini, Luigi Castagnola, Riccardo de Magistris, Vincenzo d'Angelo |
| bronca  | Nizozemska     | Evert Kroon, Alex Boegschoten, Nico Landeweerd, Jan Evert Veer, Hans van Zeeland, Tom Buunk, Piet de Zwarte, Gyze Strober, Hans Smits, Rik Toomen, Andy Hoepleman                                               |